# Jaroslav (ort i Tjeckien)
Jaroslav är en ort i Tjeckien.   Den ligger i regionen Pardubice, i den centrala delen av landet, 120 km öster om huvudstaden Prag. Jaroslav ligger 277 meter över havet och antalet invånare är 213.
Terrängen runt Jaroslav är platt. Runt Jaroslav är det tätbefolkat, med 266 invånare per kvadratkilometer. Närmaste större samhälle är Vysoké Mýto, 8,9 km sydost om Jaroslav. Trakten runt Jaroslav består till största delen av jordbruksmark.